# Lopheliella hermesae
Lopheliella hermesae là một loài ốc biển, là động vật thân mềm chân bụng sống ở biển thuộc họ Skeneidae.